# ぱふ
『ぱふ』は、雑草社が発行していた、漫画情報誌。基本的に毎月30日発売（2月は28日（閏年のときは29日）発売）。

## 概要
2011年当時発売されていた漫画情報誌の中で唯一の月刊誌だった。休刊時点では女性向けである少女漫画・ボーイズラブ漫画を中心に、漫画界の情報全般を取り扱うほか、漫画家のインタビュー、ショート漫画、コラムなどで構成されていた。漫画に関連したアニメやCDや声優も紹介していた。
毎年4月号では読者からの投票を集計してベストテン形式で発表する「まんがベストテン」という特集を組んでいた。
創刊当初は大学の漫画研究会に声をかけて集めた漫画を掲載し、デビュー前の高橋留美子（けもこびる）や、柴門ふみ（ケン吉）の作品が発表されていた。村上知彦や橋本治の漫画評論を掲載するようになり、商業誌の人気漫画家への原稿依頼が実現しないことから漫画家インタビューを行うことで、次第に漫画情報誌的な色彩が濃くなっていった。
1980年代前半には漫画家デビュー前の藤島康介が一時期編集者として在籍し、南田洋のペンネームで「（ぱ）の洋子ちゃん」という4コマ漫画を連載していた。のちのノンフィクション作家でもある柳澤健が、大学在学中に編集者をしていた。

## 歴史
1974年に清彗社から無題で創刊され、同年に『漫画界』という名が付けられた。1975年7月号から月刊化され、1975年10月号に『漫波』、1976年10月号に『まんぱコミック』、1977年8・9月合併号より『だっくす』に改題すると共に漫画評論誌としての性格を強め、1978年6・7合併号より出版取次を介して流通する「全国誌」（雑草社による表現）となり、1979年1月号から更に『ぱふ』と改題した。『ぱふ』の誌名は蔵前仁一の命名。
1980年から1981年にかけて、当時の社長と編集長の編集方針の違いなどから清彗社は雑草社（社長派）とふゅーじょんぷろだくと（編集長派）に分裂、清彗社発行の『ぱふ』は1981年1月号が最終となった。1981年12月号より雑草社の手で『ぱふ』が復刊された。ふゅーじょんぷろだくと派は、雑誌『ふゅーじょんぷろだくと』を経て、『COMIC BOX』を創刊している。
2011年6月30日に同年8月号を発売したが、翌9月号は本来の発売日（同年7月30日）からいったん延期となり、その後8月26日に公式サイトにて休刊が発表され、結果的に8月号が最終号となった。そのような経緯から、休刊号には翌号の予告が掲載されている。

### 主な連載
いずれも2010年3月号現在。前述のように毎年4月号は「まんがベストテン」に伴う特別編集のため、休載するものもある。
乙女の裏庭
読者の感想やイラストを紹介する。
哲子の部屋GUILTY
「乙女の裏庭」の1コーナー。女性向け雑誌ゆえにごく少数である男性読者のうめき声・ボヤキなどを取り上げる。
ハマりもの手帖
アンケート葉書から読者の流行をチェックする。かつては独立したコーナーだったが、現在は「乙女の裏庭」の一部となっている。
あなたのキャララブコール
読者から投稿されたキャラクターイラストやファンコールを掲載する。かつては「なんでもキャラランキング」という名称だった。この名称になってから、「あなたのキャララブコール全部のせました!」と称して、投稿（投票）した読者の名前および居住都道府県名を明記していた。
コミックスレビュー
編集者やライターによる漫画書評。以前は読者からの書評も受け付けていた。
コミックスリスト
その月に発売される漫画の単行本のリスト。
同人誌即売会スケジュール
同人誌のイベント情報を紹介する。
なお、以前は同人誌を通信販売で売買できる「同人誌マーケット」も存在した。